# Dittaino (fiume)
Il Dittàino (in arabo Wādī al-tīn 'Fiume d'argilla'), noto in epoca ellenistica come Chrysas, è un fiume della Sicilia orientale, importante affluente di destra del Simeto, che attraversa, in larga parte, la Piana di Catania.

## Geografia
La lunghezza del fiume è di circa 105 km attraverso la Piana di Catania. Nasce sulle montagne attorno ad Enna e si compone di più rami confluenti: il fiume Bozzetta, lungo 17 km (con i vari suoi affluenti tra cui il torrente Girgia), il torrente Valguarnera e il torrente Crisa che vi si unisce presso la stazione ferroviaria di Pirato. 
Da qui ha origine il Dittaino vero e proprio, che conclude il suo corso come affluente di destra del fiume Simeto in contrada Melisimi a Catania. 
Come la maggior parte dei fiumi siciliani ha regime idrico incostante e nei periodi di massima piovosità giunge anche a straripare inondando le campagne circostanti a volte con gravi danni alle colture e ai mezzi di comunicazione.
Esso è costeggiato in gran parte dalla SS 192 (della Valle del Dittaino) e dalla ferrovia Catania-Palermo. Il corso del fiume bagna due province; la Provincia di Enna, dove nasce, e la Provincia di Catania. La vallata del fiume Dittaino, nelle aree contigue all'omonima stazione ferroviaria RFI della linea Catania-Palermo, costituisce oggi un'area che polarizza una crescente attività edilizia e industriale.